# New Providence (Nueva Jersey)
New Providence es un borough ubicado en el condado de Union en el estado estadounidense de Nueva Jersey. En el año 2020 tenía una población de 13.650 habitantes y una densidad poblacional de 1.427 personas por km².

## Geografía
New Providence se encuentra ubicado en las coordenadas 40°42′01″N 74°24′12″O / 40.70028, -74.40333.

## Demografía
Según la Oficina del Censo en 2000 los ingresos medios por hogar en la localidad eran de $90,964 y los ingresos medios por familia eran $105,013. Los hombres tenían unos ingresos medios de $72,926 frente a los $46,948 para las mujeres. La renta per cápita para la localidad era de $42,995. Alrededor del 1.8% de la población estaba por debajo del umbral de pobreza.
| Censo | Población | Cambio Porcentual |
| ----- | --------- | ----------------- |
| 1900  | 565       | —                 |
| 1910  | 873       | 54,5%             |
| 1920  | 1.203     | 37,8%             |
| 1930  | 1.918     | 59,4%             |
| 1940  | 2.374     | 23,8%             |
| 1950  | 3.380     | 42,4%             |
| 1960  | 10.243    | 203,0%            |
| 1970  | 13.796    | 34,7%             |
| 1980  | 12.426    | -9,9%             |
| 1990  | 11.439    | -7,9%             |
| 2000  | 11.907    | 4,1%              |
| 2010  | 12.171    | 2,2%              |
| 2020  | 13.650    | 12,2%             |

## Gobierno

### Gobierno local
El forma de gobierno en New Providence es borough, quien es usado en 218 municipios en todo el estado, hecho él el forma de gobierno más común en Nueva Jersey